# گیجی (فیلم)
گیجی (به انگلیسی: Geechee) یک فیلم دلهره‌آور آمریکایی آماده اکران به نویسندگی و کارگردانی دوبوئیز آشونگ با بازی آندره‌آ ریسبرو، امین جوزف، ابن ماس-بچراک ، آنتوانت کرو-لگاسی، گاوین وارن، ویکتوریا هیل، استارلتا دوپویز و جودیت اسکات است. همچنین جیمی فاکس به عنوان تهیه‌کننده این فیلم فعالیت می‌کند.

## فیلم‌برداری
فیلمبرداری در جمهوری دومینیکن در اوت ۲۰۲۰ آغاز شد. تولید در ابتدا قرار بود در مارس ۲۰۲۰ آغاز شود، اما به دلیل همه گیری کووید ۱۹ به تعویق افتاد. در سپتامبر، زمانی که یکی از خدمه پس از چندین بار شلیک پلیس دومینیکن به کاروان خدمه مجروح شد، تولید برای مدت نامعلومی متوقف شد. ظاهراً این حادثه به دلیل یک مورد اشتباه هویتی رخ داده است. این فیلم هنوز تولید خود را از سر نگرفته است.